# Alleghenská plošina
Alleghenská plošina (anglicky Allegheny Plateau), je členitá plošina na severovýchodě Spojených států amerických. Je součástí Appalačských plošin, které náleží k Appalačskému pohoří.
Rozkládá se od Cumberlandské plošiny na jihu až k údolí Mohawk Valley ve státě New York.
Leží v západní a střední části státu New York, v severní a střední části Pensylvánie, na východě Ohia, na západě Západní Virginie a severovýchodě Kentucky.

## Geografie a geologie
Na severu plošina zasahuje až k pobřežním rovinám jezer Erie a Ontario, na východě nad plošinu vystupují Alleghenské hory, na jihu hraničí s travnatými rovinami Kentucky, na západě s rovinami Ohia. Severní část plošina byla zaledněná, zejména v údolí v New Yorku jsou hojná ledovcová jezera. K největším náleží Seneca, Cayuga a Oneida. Horniny jsou sedimentárního původu. Převažují pískovce, slepence a břidlice.